# Mionići
Mionići (en serbe cyrillique : Мионићи) est un village de Bosnie-Herzégovine. Il est situé sur le territoire de la ville de Trebinje et dans la république serbe de Bosnie. Selon les premiers résultats du recensement bosnien de 2013, il ne compte plus aucun habitant.

## Géographie
Le village est situé au bord de la Trebišnjica, qui débouche pour une part dans la mer Adriatique et se jette pour une autre dans la Neretva.
Le village est entouré par les localités suivantes :
|        | Gornja Kočela | Gornja Kočela |
| Jušići | Mionići       | Desin Selo    |
|        | Taleža        |               |

## Démographie

### Évolution historique de la population dans la localité
| 1948 | 1953 | 1961 | 1971 | 1981 | 1991 | 2013 |
| ---- | ---- | ---- | ---- | ---- | ---- | ---- |
| -    | -    | 64   | 46   | 37   | 26   | 0    |

|  |

### Répartition de la population par nationalités (1991)
En 1991, les 26 habitants du village étaient tous serbes.